# Felidae (film)
Felidae – niemiecki film animowany dla dorosłych z 1994 roku w reżyserii Michaela Schaacka na podst. powieści Akifa Pirinçciego z 1989 roku o tym samym tytule. Jest to najdroższa animowana produkcja niemieckiej kinematografii.

## Obsada głosowa
- Ulrich Tukur – Francis
- Mario Adorf – Blaubart
- Klaus Maria Brandauer – Pascal / Claudandus
- Helge Schneider – Jesaja
- Wolfgang Hess – Kong
- Gerhard Garbers – prof. Julius Preterius
- Ulrich Wildgruber – Joker
- Mona Seefried – Felicitas
- Manfred Steffen – Gustav Löbel
- Uwe Ochsenknecht – Archie
- Michaela Amler – Nhozemphtekh
- Christian Schneller – Gregor Mendel
- Alexandra Mink – Pepeline
- Tobias Lelle – Hermann #1
- Frank Röth – Hermann #2